# Freya-Maria Klinger

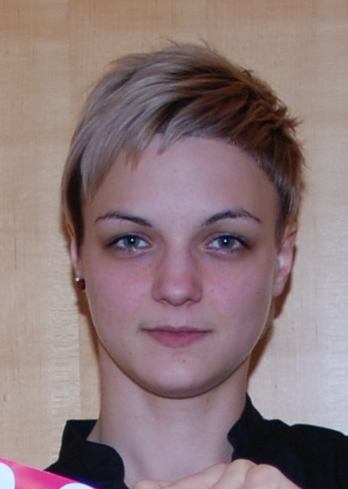
Freya-Maria Klinger (2010)

 Freya-Maria Anita Klinger (* 26. Februar 1984 in Löbau) ist eine ehemalige deutsche Politikerin (Die Linke). Von Oktober 2004 bis September 2014 war sie Mitglied des Sächsischen Landtags.

## Leben
Freya-Maria Klinger machte ihr Abitur am Johann-Wolfgang–von–Goethe-Gymnasium Chemnitz und war während ihres Mandates im Landtag eingeschriebene Studentin.

## Politik
Klinger war von Juni 2004 bis März 2006 Mitglied des Chemnitzer Stadtrats. Sie war seit Oktober 2004 Abgeordnete für die Linksfraktion im Sächsischen Landtag. Dort war sie während der 4. Wahlperiode (2004–2009) Mitglied im Ausschuss für Soziales, Gesundheit, Familie, Frauen und Jugend. In der 5. Wahlperiode war Klinger Mitglied im Innenausschuss. Sie war von April 2012 bis 2014 eines von 19 Mitgliedern des sächsischen NSU-Untersuchungsausschusses „Neonazistische Terrornetzwerke in Sachsen“. Für ihre Fraktion war sie migrationspolitische Sprecherin.
Zur Landtagswahl 2014 trat sie nicht wieder an.